# Loco (canción de Itzy)
«Loco» es una canción del grupo surcoreano Itzy para su primer álbum de estudio coreano Crazy in Love. Fue lanzado como sencillo principal el 24 de septiembre de 2021 por JYP Entertainment. También se incluyó una versión en inglés en el álbum. La canción fue escrita por Star Wars (Galactika) y compuesta por Star Wars (Galactika), Atenna (Galactika) y Woo Bin (Galactika), y arreglada por Team Galactika. La versión en inglés fue escrita por Star Wars (Galactika) y Sophia Pae.

## Antecedentes y lanzamiento
El 13 de agosto de 2021, JYP Entertainment anunció que Itzy lanzaría su primer álbum de estudio titulado Crazy in Love el 24 de septiembre, con «Loco» como el sencillo principal. El 7 de septiembre, se lanzó una foto grupal como adelanto. El 20 de septiembre, se lanzó un vídeo teaser con un medley de las nuevas canciones. El 22 de septiembre, se lanzó el teaser del vídeo musical. La canción junto con el vídeo musical fue lanzada el 24 de septiembre.

## Composición y letras
«Loco» fue escrito por Star Wars (Galactika), compuesto por Star Wars (Galactika), Athena (Galactika) y Woo Bin (Galactika), y arreglado por Team Galactika. La versión en inglés fue escrita por Star Wars (Galactika) junto a Sophia Pae. «Loco» fue compuesta en clave de do sostenido mayor, con un tempo de 102 pulsaciones por minuto.

## Rendimiento comercial
«Loco» debutó en la posición número 97 en Gaon Digital Chart de Corea del Sur en la edición de la lista del 19 al 25 de septiembre de 2021. La canción también debutó en las posiciones 7, 172 y 57 en Gaon Download Chart, Gaon Streaming Chart y Gaon BGM Chart, respectivamente, en la edición de la lista con fecha del 19 al 25 de septiembre de 2021. La canción luego ascendió a las posiciones 26 y 31 en Gaon Digital Chart y Gaon Streaming Chart, respectivamente, en la lista del 3 al 9 de octubre de 2021.
La canción debutó en la posición número 44 del Billboard Global 200, en la posición número 27 de la lista Billboard K-pop Hot 100, y en la posición 4 del World Digital Song Sales, también de Billboard, en la edición de la lista con fecha del 9 de octubre de 2021. La canción debutó en la posición número 5 en el Top Streaming Chart de la Recording Industry Association Singapore (RIAS) de Singapur en la edición de la lista con fecha del 24 al 30 de septiembre de 2021. La canción también debutó en la posición número 4 en RIAS Top Regional Chart en la edición de la lista de la misma semana.

## Promoción
Antes del lanzamiento del álbum, el 24 de septiembre de 2021, Itzy realizó un evento en vivo llamado "ITZY #OUTNOW COMEBACK SHOW" en Naver Now para presentar el álbum y comunicarse con sus fans. Después del lanzamiento del álbum, el grupo interpretó «Loco» en cuatro programas de música: Music Bank del canal KBS2 el 24 de septiembre, en Show! Music Core de MBC el 25 de septiembre, en Inkigayo del canal SBS el 26 de septiembre, y en M! Countdown de Mnet el 30 de septiembre. El grupo también se presentó en The Kelly Clarkson Show el 27 de septiembre de 2021.

## Reconocimientos

### Premios y nominaciones
| Año  | Evento                    | Premio                        | Resultado | Ref.   |
| ---- | ------------------------- | ----------------------------- | --------- | ------ |
| 2021 | Asian Pop Music Awards    | Canción del Año - Extranjero  | Ganador   | [ 24 ] |
| 2021 | Asian Pop Music Awards    | Mejores arreglos - Extranjero | Nominado  | [ 25 ] |
| 2021 | Circle Chart Music Awards | Canción del año - septiembre  | Nominado  | [ 26 ] |
| 2021 | JOOX Malasia Music Awards | Top 5 Hits – K-Pop            | Ganador   | [ 27 ] |
| 2022 | MTV Video Music Awards    | Mejor K-Pop                   | Nominado  | [ 28 ] |

### Premios en programas de música
| Programa             | Fecha                 | Ref.   |
| -------------------- | --------------------- | ------ |
| Music Bank (KBS 2TV) | 8 de octubre de 2021  | [ 29 ] |
| Inkigayo (SBS)       | 10 de octubre de 2021 | [ 30 ] |
| M! Countdown (Mnet)  | 14 de octubre de 2021 | [ 31 ] |

### Listados
| Publicación         | Lista                                 | Ranking  | Ref.   |
| ------------------- | ------------------------------------- | -------- | ------ |
| Amazon Music        | Best of 2021: K-Pop                   | Incluida | [ 32 ] |
| Dazed               | The best K-pop tracks of 2021         | 32.º     | [ 33 ] |
| Genius Korea        | 2021 Year End Chart - Top Songs       | 23.º     | [ 34 ] |
| Genius Korea        | 2021 Year End Chart - Top K-Pop Songs | 13.º     | [ 35 ] |
| Rolling Stone India | 21 Best Korean Music Videos of 2021   | 18.º     | [ 36 ] |

## Posicionamiento en listas
| Lista (2021)                                        | Mejor posición |
| --------------------------------------------------- | -------------- |
| Corea del Sur (Gaon Digital Chart)                  | 26             |
| Corea del Sur (K-pop Hot 100)                       | 23             |
| Estados Unidos (Billboard Global 200)               | 44             |
| Estados Unidos (Billboard World Digital Song Sales) | 4              |
| Hungría (Single Top 40)                             | 20             |
| Japón (Japan Hot 100)                               | 46             |
| Malasia (RIM)                                       | 11             |
| Nueva Zelanda (RMNZ)                                | 13             |
| Singapur (RIAS)                                     | 5              |

## Historial de lanzamiento
| País  | Fecha                    | Formato                       | Sello                      | Ref.  |
| ----- | ------------------------ | ----------------------------- | -------------------------- | ----- |
| Mundo | 24 de septiembre de 2021 | CD Descarga digital streaming | JYP Entertainment, Dreamus | [ 6 ] |